# 바하마 올림픽 위원회
바하마 올림픽 위원회(영어: Bahamas Olympic Committee)는 바하마를 대표하는 국가 올림픽 위원회이다. IOC 코드는 BAH이다. 본부는 나소에 있으며 범아메리카 스포츠 기구에 소속되어 있다.
1952년에 설립되었으며 같은 해에 국제 올림픽 위원회의 승인을 받았다. 올림픽, 팬아메리칸 게임, 중앙아메리카·카리브해 경기 대회, 코먼웰스 게임을 비롯한 국제 스포츠 대회에 참가하는 바하마의 선수들을 대표한다.

## 같이 보기
- 올림픽 바하마 선수단